# Eugène Estrade
Pour les articles homonymes, voir Estrade.
Jean Eugène Estrade, né le 25 novembre 1891 à Bordeaux et mort pour la France le 21 août 1914 à Higny (Meurthe-et-Moselle), est un champion de natation français.

## Biographie

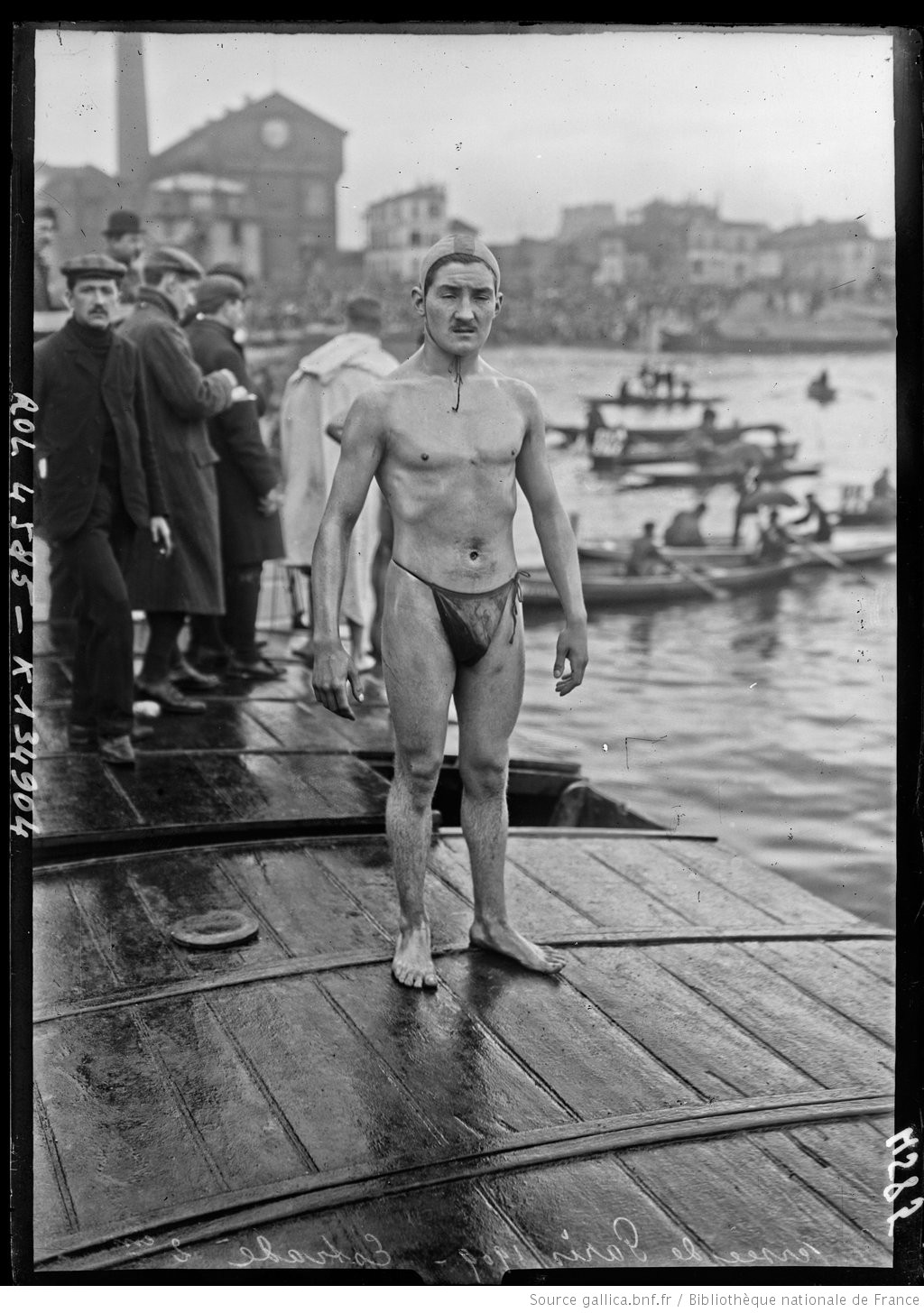
Eugène Estrade arrivant 2e de la traversée de Paris à la nage professionnelle en 1909.

Eugène Estrade est un enfant du Midi de la France devenu parisien. Ses débuts dans la natation sont parrainés par le champion d'apnée Georges Pouliquen qui le remarque et l'encourage, et par le champion de plongeon Théodore Peyrusson qui l'entraîne.
Spécialiste de la natation d'endurance, Estrade est un jeune talent prometteur qui s'illustre pour la première fois en se classant deuxième de la traversée de Paris à la nage en 1907, derrière le champion anglais Billington, après avoir franchi l'étape préliminaire des éliminatoires. Il renouvelle la même performance en 1909 et 1912 (à chaque fois devancé par Billington). Il finit encore deuxième (toujours derrière Billington) lors de la traversée de Bordeaux de 1912. En revanche, il remporte de belle manière la deuxième édition de la traversée de Lyon à la nage en 1908, de même qu'en 1908 et 1910 il remporte la Traversée de Tours à la nage.
Il cumule les records de France de natation :
- le 8 juin 1912, il s'empare de tous les records de France du 300 au 1 000 mètres à la piscine de la Gare, à Paris[4] ;
- il conquiert aussi le record de France du mile en 30 min 17 s 1/5, qu'il améliore ensuite à 26 min 2 s 2/5 ;
- il est recordman de France de l'heure ;
- il est titulaire du record de France sur 2 kilomètres.

Il se classe troisième de la course des 500 mètres durant les championnats du monde de natation organisés par L'Auto à Joinville-le-Pont en août 1907, derrière Billington, arrivé premier, et le futur champion de France Armand Bonnet. Estrade améliore ce résultat en arrivant deuxième du 500 mètres, toujours derrière l'inaccessible Billington, et troisième de la course des 100 mètres, derrière Billington et Bonnet, lors de l'édition suivante des championnats du monde de natation, qui ont lieu en août 1908 à Puteaux sous l'égide de L'Auto. 
Lors des championnats de France de natation en août 1908, il se classe second derrière le même Bonnet sur le 500 mètres couru à Joinville-le-Pont en catégorie amateur, troisième du 100 mètres et deuxième du 500 mètres dans la catégorie des professionnels à Puteaux.
En 1910, Eugène Estrade accède enfin à la consécration en devenant champion de France de natation sur les distances du 500 mètres et du mile.
En mars 1911, imité par son camarade Charles Hanouet, il relève le défi lancé « à tous les nageurs du monde » par le champion de natation italien Davide Cattaneo d’un duel nautique dans la Traversée de la Manche à la nage. Mais la perspective de ce spectaculaire challenge ne dépassa pas le stade verbal.
Ensuite appelé au service militaire en tant que conscrit du département de la Seine, le sergent Eugène Estrade, du 19e bataillon de chasseurs à pied, est tué à l'ennemi durant la bataille des Frontières le 21 août 1914 à Higny au début de la Première Guerre mondiale.

## Sources
- Charles Denis, « Athlètes modernes : Eugène Estrade », La Culture physique : revue bimensuelle illustrée, no 181, 15 juillet 1912, p.12-13 sur Gallica.